# John Jacob Abel
John Jacob Abel (ur. w 19 maja 1857 w Cleveland, zm. 26 maja 1938 w Baltimore) – amerykański lekarz i biochemik. Prowadził badania w dziedzinie biochemii oraz nad insuliną i hormonami przysadkowymi. Wyizolował adrenalinę i skrystalizował insulinę.  